# 83-й гвардейский истребительный авиационный полк ПВО
83-й гвардейский истребительный авиационный полк ПВО (83-й гв. иап ПВО) — воинская часть Военно-воздушных сил (ВВС) Вооружённых Сил РККА, принимавшая участие в боевых действиях Великой Отечественной войны, вошедшая в состав авиации ПВО России.

## Наименования полка

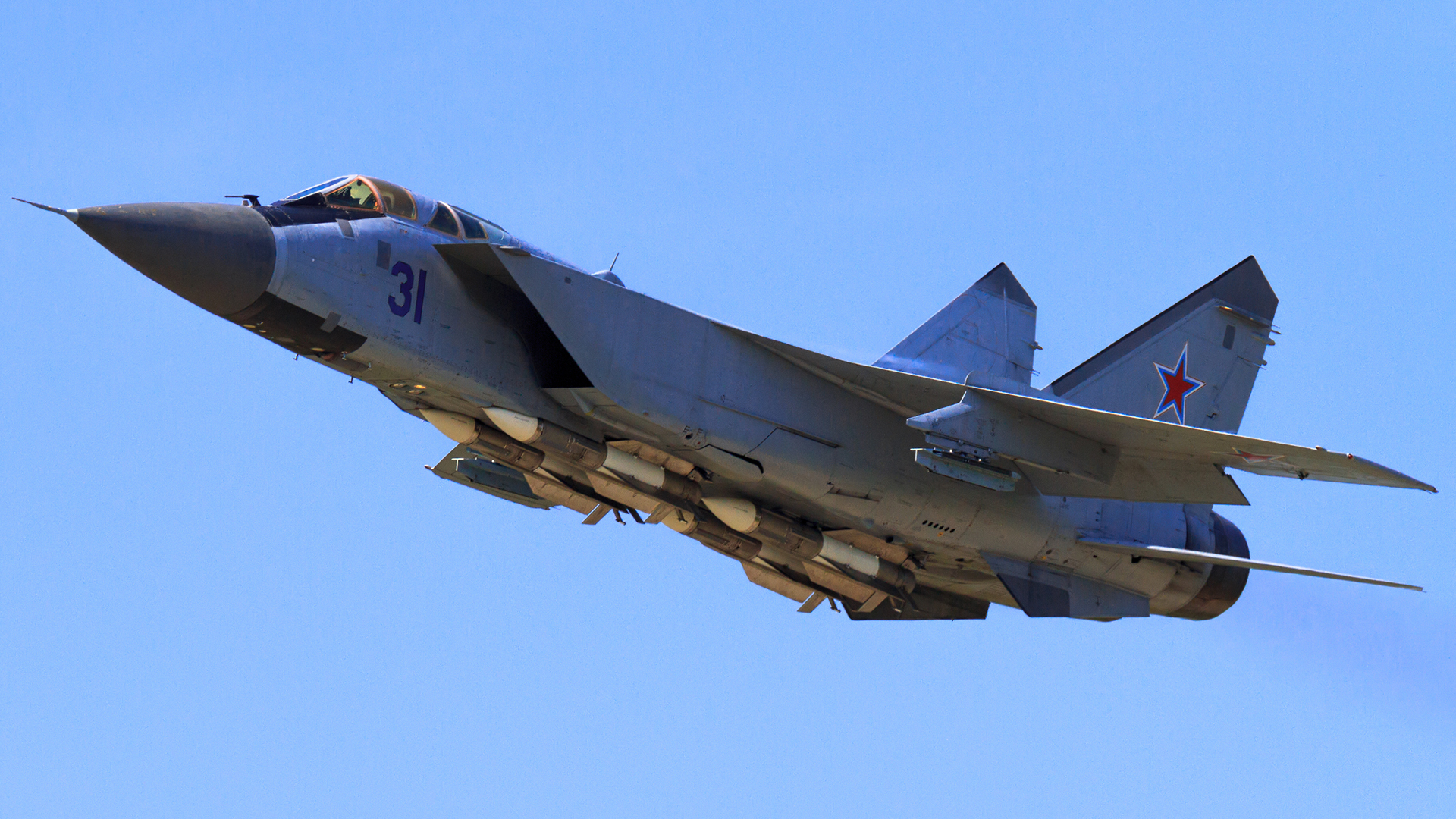
МиГ-31

За весь период своего существования полк несколько раз менял своё наименование:
- Отдельный истребительный авиационный полк ПВО Воронежа;
- 572-й истребительный авиационный полк;
- 83-й гвардейский истребительный авиационный полк;
- 83-й гвардейский истребительный авиационный полк ПВО;
- Полевая почта 53909.

## Создание полка
83-й гвардейский истребительный авиационный полк ПВО образован 31 марта 1943 года путём переименования 572-го истребительного авиационного полка ПВО в гвардейский за образцовое выполнение боевых задач и проявленные при этом мужество и героизм на основании Приказа НКО СССР.

## Расформирование полка
83-й гвардейский истребительный авиационный полк ПВО в связи со значительным сокращением Вооружённых Сил РФ в 1998 году был расформирован на своём аэродроме Ростов-Центральный.

## В действующей армии
В составе действующей армии:
- с 31 марта 1943 года по 9 мая 1945 года.

## Командиры полка
- гвардии майор Корякин Владимир Андреевич (погиб)[3], 31/03.1943 — 10.05.1943
- гвардии подполковник Глебов Пётр Андреевич[3], 05.1943 — 30.07.1943
- гвардии майор, подполковник Чагин Николай Михайлович[3], 30.07.1943 — 31.12.1945

| Curtiss P-40 Киттихаук | И-16 | Харрикейн |

## В составе соединений и объединений
| Период     | Фронт (округ)                   | Район                                   | Корпус ПВО (Дивизия ПВО)  | Дивизия                                                | Примечание                     |
| ---------- | ------------------------------- | --------------------------------------- | ------------------------- | ------------------------------------------------------ | ------------------------------ |
| 31.03.1943 | Южный фронт                     | Сталинградский корпусной район ПВО      |                           | 2-я гвардейская истребительная авиационная дивизия ПВО | Як-1                           |
| 29.06.1943 | Восточный фронт ПВО             | Сталинградский корпусной район ПВО      |                           | 2-я гвардейская истребительная авиационная дивизия ПВО | «Киттихаук»                    |
| 01.01.1944 | Западный фронт ПВО              |                                         |                           | 2-я гвардейская истребительная авиационная дивизия ПВО | «Киттихаук»                    |
| 01.02.1944 | Западный фронт ПВО              | Северо-Кавказский дивизионный район ПВО |                           | 2-я гвардейская истребительная авиационная дивизия ПВО | «Киттихаук»                    |
| 21.04.1944 | Южный фронт ПВО                 | Северо-Кавказский дивизионный район ПВО | 87-я дивизия ПВО          | 2-я гвардейская истребительная авиационная дивизия ПВО | «Киттихаук»                    |
| 01.05.1944 | Южный фронт ПВО                 | Северо-Кавказский дивизионный район ПВО | 12-й корпус ПВО           | 2-я гвардейская истребительная авиационная дивизия ПВО | «Киттихаук», «Харрикейн»       |
| 24.12.1944 | Юго-Западный фронт ПВО          |                                         | 12-й корпус ПВО           | 2-я гвардейская истребительная авиационная дивизия ПВО | «Харрикейн»                    |
| 01.01.1945 | Юго-Западный фронт ПВО          |                                         |                           | 2-я гвардейская истребительная авиационная дивизия ПВО | «Харрикейн»                    |
| 01.02.1945 | Юго-Западный фронт ПВО          |                                         | 12-й корпус ПВО           | 2-я гвардейская истребительная авиационная дивизия ПВО | «Харрикейн»                    |
| 11.05.1945 | Юго-Западный фронт ПВО          |                                         | 12-й корпус ПВО           | 2-я гвардейская истребительная авиационная дивизия ПВО | «Харрикейн»                    |
| 10.06.1960 | Бакинский округ ПВО             |                                         | 12-й корпус ПВО           | 2-я гвардейская истребительная авиационная дивизия ПВО | дивизия расформирована, МиГ-19 |
| 01.04.1980 | 8-я отдельная армия ПВО         |                                         | 12-й корпус ПВО           |                                                        | МиГ-25 П, ПДС                  |
| 01.04.1986 | 19-я отдельная армия ПВО        |                                         | 12-й корпус ПВО           |                                                        | МиГ-25 П, ПДС                  |
| 01.10.1992 | Северо-Кавказский военный округ | 4-я воздушная армия                     | 12-й отдельный корпус ПВО |                                                        | МиГ-25 П, ПДС                  |
| 06.05.1994 | Северо-Кавказский военный округ | 4-я воздушная армия                     | 12-й отдельный корпус ПВО |                                                        | МиГ-31                         |
| 30.04.1998 | Северо-Кавказский военный округ | 4-я армия ВВС и ПВО                     | 51-й корпус ПВО           |                                                        | МиГ-31, расформирован          |

## Участие в операциях и битвах
- Организация ПВО страны
- Противовоздушная оборона переправ Отдельной приморской армии и строительства моста в Керченском проливе в ходе подготовки Крымской операции
- Противовоздушная оборона города Одессы
- Противовоздушная оборона войск 3-го и 2-го Украинских фронтов
- освобождение Румынии

## Статистика боевых действий
Всего за годы Великой Отечественной войны полком:
| Выполнено боевых вылетов | Проведено воздушных боёв | Сбито самолётов в воздухе |
| ------------------------ | ------------------------ | ------------------------- |
| более 2633               | более 93                 | 59                        |

Свои потери:
| Потеряно самолётов, всего | Погибло лётчиков всего |
| ------------------------- | ---------------------- |
| 12                        | 7                      |

## Лётчики-асы полка
| Фамилия, имя отчество      | Награды | Сбито самолётов (+ в группе) | Примечание                                                                               |
| -------------------------- | ------- | ---------------------------- | ---------------------------------------------------------------------------------------- |
| Гой Степан Антонович       |         | 6 + 1                        | Лётчик полка: 1943 — июль 1944. Погиб 20 июля 1944 г. Разбился в авиационной катастрофе. |
| Шацких Александр Сергеевич |         | 5 + 7                        | Командир 1-й эскадрильи                                                                  |

## Самолёты на вооружении
| Период      | Самолёты         |
| ----------- | ---------------- |
| 1941 — 1942 | И-16             |
| 1941 — 1942 | И-15бис          |
| 1941 — 1942 | ЛаГГ-3           |
| 1942 — 1943 | Як-1             |
| 1943 — 1951 | P-40 Kittyhawk   |
| 1944 — 1947 | Hawker Hurricane |
| 1951 — 1957 | МиГ-15           |
| 1956 — 1972 | Як-25, МиГ-19    |
| 1972 — 1994 | МиГ-25 П, ПДС    |
| 1994 — 1998 | МиГ-31           |

## Базирование
| Период         | Место базирования |
| -------------- | ----------------- |
| 05.1945 — 1998 | Ростов-на-Дону    |

| МиГ-25 | МиГ-31 |